# Power Pop (álbum de Six Pack)
Power Pop es el tercero álbum de estudio de la agrupación Chilena Six Pack
su lanzamiento oficial estaba previsto para las grabaciones de la cuarta temporada de la miniserie juvenil chilena Karkú y para su película "un viaje a la aventura", pero finalmente est nueva temporada no se lanzó.